# Brachyuromys ramirohitra
Brachyuromys ramirohitra là một loài động vật có vú trong họ Nesomyidae, bộ Gặm nhấm. Loài này được Major mô tả năm 1896.